# AGM-169 Joint Common Missile
AGM-169 Joint Common Missile (JCM) — противотанковая ракета класса «воздух-поверхность», созданная по программе разработки нового поколения авиационных средств поражения Joint Common Missile. Призвана заменить ракеты AGM-114 Hellfire и AGM-65 Maverick. Также планировалось, что она заменит и BGM-71 TOW на авиационных (преимущественно, вертолётных) платформах, но это требование было убрано из программы. Программа в 2007 году была заменена на JAGM (Joint Air-to-Ground Missile).

## Описание
Ракета оснащена твердотопливным ракетным двигателем с регулируемой тягой. 
Головка самонаведения работает в трёх режимах: 
полуактивный лазер, 
миллиметровый радар и 
ИК-наведение, подобное системе, применяемой на ПТУР FGM-148 Javelin. 
Гибридная система самонаведения позволяет применять ракету на более широком спектре платформ-носителей. 
Боевая часть также гибридная и содержит как кумулятивный заряд, так и осколочно-фугасную часть. 
Ракета оборудована системой снятия с боевого взвода, что позволяет самолётам-носителям садиться без предварительного сброса ракет.

## Разработка
Планировалось, что JCM будет поставляться одновременно во все рода войск США, соответственно, предполагалось закупить 54 000 ракет на общую сумму 5 млрд долларов США. Но в декабре 2004 года Пентагон объявил о программе сокращения военных расходов на 30 млрд долларов, в их числе 2,4 миллиарда, выделенных на разработку JCM. 

Планировалось, что преемником JCM станет ракета, разработанная по одной из новых программ: Joint Air-Ground Missile (JAGM) или Precision Attack Air-launched Surface Missile (PAASM). В 2007 году такой программой стала JAGM.